# Lebedinovka
Lebedinovka (in kirghiso e in russo Лебединовка?) è una città del Kirghizistan, capoluogo del distretto di Alamudun.
L'insediamento si trova nei pressi della capitale Biškek ma non ne fa parte amministrativamente.